# Slovakiens herrlandslag i innebandy
Slovakiens herrlandslag i innebandy representerar Slovakien i innebandy på herrsidan.

## Historik
Laget spelade sin första landskamp den 25 april 2003, då man vid en fyranationersturnering i Belgien föll mot Italien med 2-10.

### Fotnoter
1. ↑  ”International Floorball Federation”. http://www.floorball.org/default.asp?kieli=826&sivu=149&alasivu=149. Läst 22 augusti 2011.